# 梓町 (栃木市)
梓町（あずさまち）は、栃木県栃木市の町丁。郵便番号は328-0131。
　

## 地理
吹上地区北部に位置し、東は都賀町深沢・都賀町木、西は尻内町、南は千塚町 ・仲方町、北は都賀町大柿と接している。
河川
- 永野川　南部を東流

## 世帯数と人口
2017年（平成29年）8月31日現在の世帯数と人口は以下の通りである。
| 町丁 | 世帯数  | 人口  |
| ---- | ------- | ----- |
| 梓町 | 136世帯 | 221人 |

## 施設
公共
- 栃木クリーンプラザ

その他
- プレステージカントリークラブ

## 交通

### バス
栃木市営生活バス
■星野御岳山線・■出流観音線
- 梓

### 道路
国道
- 国道293号

主要地方道
- 栃木県道32号栃木粕尾線（鍋山街道）

## 小・中学校の学区
市立小・中学校に通う場合、学区は以下の通りとなる。
| 番地 | 小学校             | 中学校             |
| ---- | ------------------ | ------------------ |
| 全域 | 栃木市立千塚小学校 | 栃木市立吹上中学校 |